# Tatws pum munud
Le tatws pum munud («patate in cinque minuti») sono un tradizionale stufato gallese con pancetta affumicata, brodo, patate e verdure. Tutti gli ingredienti sono tagliati a fettine sottili. Per questo motivo si cuoce di norma in una grande padella da frittura e si serve in un piatto piano piuttosto che in una scodella. Tra le verdure si usano in genere cipolle, carote (affettate per il lungo) e piselli. In luogo della pancetta affumicata si usa a volte il macinato. Il piatto si accompagna tipicamente con crosta di pane e burro e si serve a volte con salsa Worcestershire.